# 嘉数昇

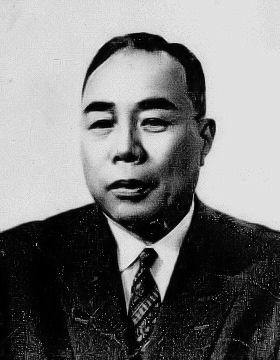
嘉数 昇

嘉数 昇（かかず のぼる、1902年3月15日 - 1974年7月23日）は、沖縄県の実業家。琉球生命保険の設立に携わり、沖縄大学の母体である嘉数学園を設立する。沖縄県那覇市出身。

## 経歴
明治35年（1902年）3月15日生まれ。大正4年（1915年）に真和志尋常高等小学校を卒業後、昭和7年（1932年）に日本生命保険に入社し沖縄支部長を務めた。
戦後、琉球列島米国軍政府より保険会社設立に関する相談を受け、保険業に精通している嘉数が中心となって1948年に琉球生命保険を創設した。その後、キャラウェイ旋風のあおりを受け、一時琉球生命の経営から身を引いたが、まもなく復帰した。
1956年に嘉数学園を設立し、沖縄大学などを運営した。